# Can Bojons de Dalt
Can Bojons de Dalt és una masia de Sant Sadurní d'Osormort (Osona) protegida com a bé cultural d'interès local.

## Descripció

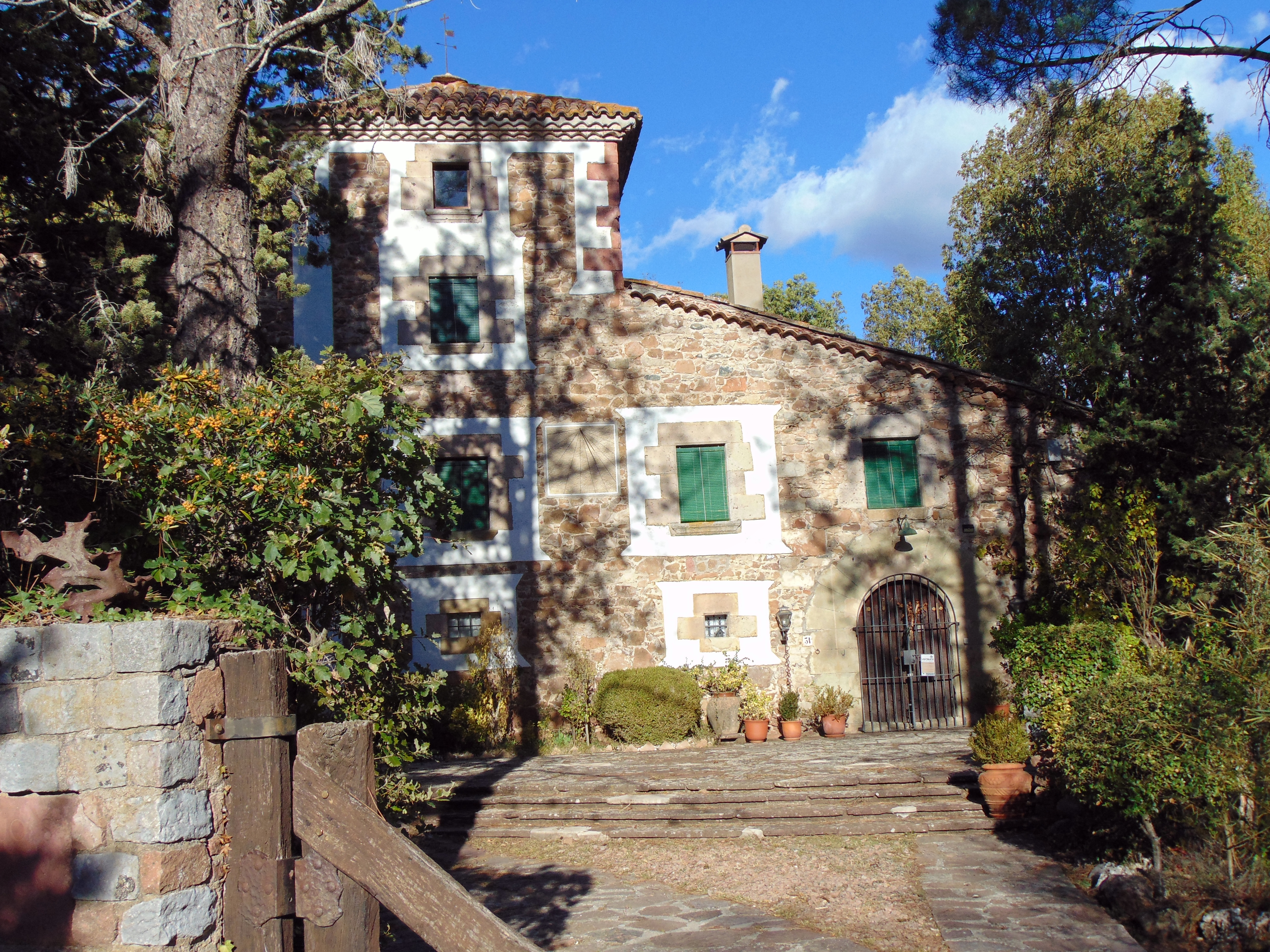

Masia amb la façana orientada a migdia. El mas consta d'una torre de planta quadrada de tres pisos, coberta a quatre vessants i amb un penell al damunt. Adossat a la torre hi ha un cos cobert a una única vessant i amb un portal de grosses dovelles sota el ràfec de la teulada. A la part esquerre fent angle amb la torre hi ha una construcció de planta rectangular en la qual s'hi ubiquen uns porxos orientats a llevant. A la part de tramuntana de la masia hi ha un altre portal que fou segurament l'entrada a l'antiga masoveria. La casa està arrebossada, els elements de ressalt són de pedra. A llurs murs hi resten algun tipus de decoració pictòrica. Un ampli jardí envolta la casa, convertida en residència.

## Història
Tenim referències històriques del molí de Bojons, mas no gaire lluny d'aquest i a tocar la riera major, que daten del segle xii. És un antic mas que estava sota la jurisdicció de Sant Llorenç dels Munts (Sant Julià de Vilatorta). Fou seu de l'antic llinatge dels Bojons. Actualment està essent objecte de múltiples reformes que en modifiquen el seu aspecte tradicional.